# Ana Konjuh
Ana Konjuh, född 27 december 1997 i Dubrovnik i Kroatien, är en professionell tennisspelare. 